# تنفس (ترانه کیت بوش)
«تنفس» (به انگلیسی: Breathing) تک‌آهنگی از کیت بوش خواننده-ترانه‌سرای اهل بریتانیا است که در سال ۱۹۸۰ میلادی منتشر شد. این تک‌آهنگ در آلبوم هرگز تا ابد قرار داشت.